# Scheckhorn-Distelbock
Der Scheckhorn-Distelbock (Agapanthia villosoviridescens), auch Nesselbock oder Linienhalsiger Halmbock genannt, ist ein Käferart aus der Familie der Bockkäfer (Cerambycidae).

## Merkmale
Die Käfer sind 10 bis 23 Millimeter lang. Der Kopf und der Halsschild sind schwarz gelb längs gestreift. Die Flügeldecken sind fein gelb und grau gemasert. Die Fühler sind körperlang und abwechselnd grau und schwarz.

## Vorkommen
Sie leben in Mittel- und Südeuropa, im Kaukasus und Sibirien an Rändern von Nadelmischwäldern, Gebirgswiesen und Waldwegen, aber auch auf Bahndämmen.

## Lebensweise
Die Käfer leben vor allem auf Brennnesseln, Disteln und Doldenblütlern. 
Die Larven entwickeln sich in den Stängeln dieser Pflanzen. Sie überwintern dort und verpuppen sich erst im Frühling. Die Käfer schlüpfen im Mai.